# Stefan Sell (Gitarrist)

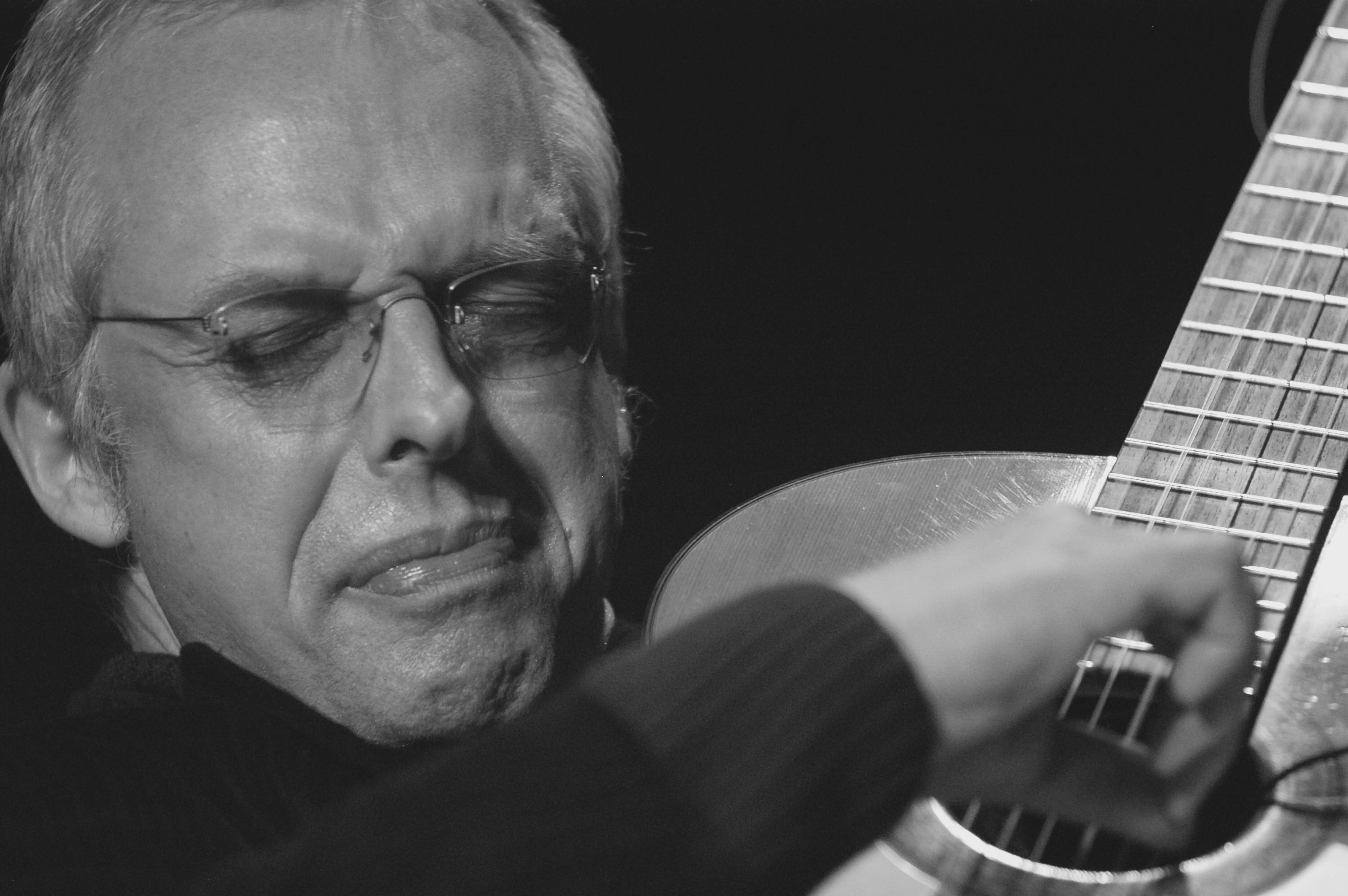
Stefan Sell (2016)

Stefan Sell (* 27. Juni 1959) ist ein deutscher Musiker, Komponist und Autor.

## Leben
Stefan Sell wurde 1959 im Rheinland geboren und lebt heute in Trautskirchen. Bei Schott Music ist Sell seit den 2000er Jahren Herausgeber des ’Schul-Liederbuchs’. Hierfür wurde er mit dem deutschen Musikeditionspreis „Best Edition 2012“ ausgezeichnet. Das ’Schul-Liederbuch’ wird in Deutschland und Österreich auch an einigen Schulen verwendet.
Sein Buch/CD „Die Gitarre“ mit einem Vorwort von Eliot Fisk wird von BR-Klassik, der „Hermann Hauser Guitar Foundation“ und Magazin Akustik Gitarre empfohlen. Im Bereich Spielliteratur für Gitarre veröffentlicht Sell bei ACOUSTIC MUSIC BOOKS die Reihen „Cool Stuff“ und „Fantasie statt Urtext“.
Neben Konzerten im In- und Ausland hat er Solo-CDs wie Musikbücher veröffentlicht. Er hat die Lyrikprogramme des Rezitators Lutz Görner musikalisch begleitet, hat sich an Radioproduktionen für WDR, BR, SRF und Deutschlandfunk beteiligt und war in 90ern Chefredakteur des Kulturmagazins „foglio“. Er ist Preisträger des 1. Kölner-Open-Mike-Wettbewerbs, schreibt regelmäßig für das Musikmagazin Folker, ist Kolumnist des Klassikmagazins Crescendo und hatte eine eigene Radioshow bei Radio Z.
Zum 200-jährigen Jubiläum von Grimms Märchen verfasste Stefan Sell das Bühnenprogramm „Mein Klang der Märchen“. Er ist außerdem Autor von „Don Quijote trifft Shakespeare“.

## Veröffentlichungen
CD-Veröffentlichungen:
- Spanische Liebeslieder auf: Liebe. Herztöne aus Musik und Literatur. folgio
- 2003: Tristan y Sol.
- 2005: coup de coeur.
- 2006: In freier Liebe Fall. Vom Einklang im Zweiklang.
- 2009: Als hätten Flügel mich getragen.
- 2014: Mein Klang der Märchen: 200 Jahre Grimm. Gitarre und Geschichten. 3 CDs.

Buch-Veröffentlichungen:
- 2001: Vamos a cantar. 33 Lieder um Leben, Land und Leute. Singstimme und Gitarre. Liederbuch, Schott-Music, KunterBundEdition.
- 2008: Die Gitarre. Schott-Music.
- 2012: Starthilfe Gitarre. Songs begleiten leicht gemacht, Schott-Music, KunterBundEdition.
- 2014: Schul-Liederbuch, hrsg. von Stefan Sell und Friedrich Neumann, Schott-Music, KunterBundEdition.
- 2016: Franz Schuberts Ave Maria. Arrangiert für Gitarre, Wilhelmshaven: Acoustic Music Books.
- 2017: Fantasie statt Urtext. Wolfgang Amadeus Mozarts Rondo alla turca, Wilhelmshaven: Acoustic Music Books.